# ایست! وگرنه مادرم شلیک می‌کند
ایست! وگرنه مادرم شلیک می‌کند (به انگلیسی: Stop! Or My Mom Will Shoot) فیلمی محصول سال ۱۹۹۲ و به کارگردانی راجر اسپاتیس‌وود است. در این فیلم بازیگرانی همچون سیلوستر استالونه، ایستل گتی، جوبت ویلیامز، کورنبرگ ریس، وینگ ریمز، ریچارد شیف، مارتین فررو، گایلارد سارتاین و دنیس بارکلی ایفای نقش کرده‌اند.